# Battles (band)

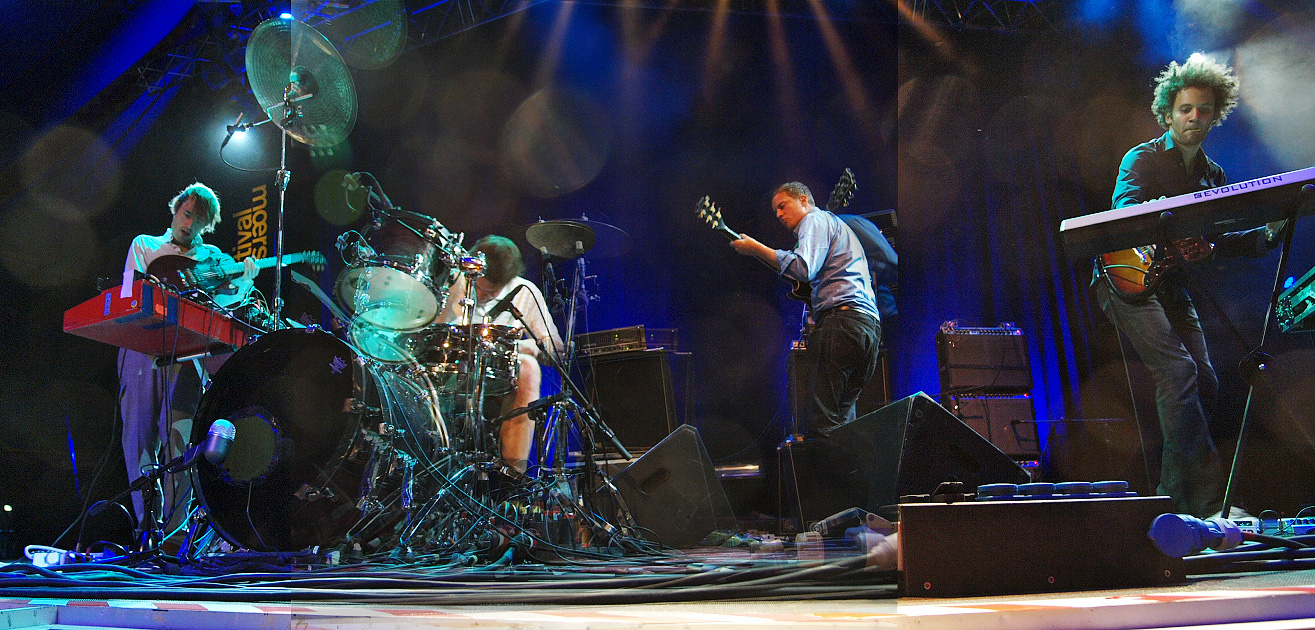
Battles

Battles is een Amerikaanse experimentele-rockgroep. Na een aantal ep's bracht de groep hun debuut uit op Warp Records in februari 2006. Het dubbelalbum is een compilatie van hun steeds moeilijker te vinden ep's De groep bestaat uit een aantal bekende muzikanten, met name voormalig Helmet-drummer John Stanier (momenteel ook bij Tomahawk, project van Mike Patton), voormalig Don Caballero-gitarist Ian Williams, voormalig Lynx-gitarist Dave Konopka en Tyondai Braxton (de zoon van avant-garde-componist en -saxofonist Anthony Braxton), die gitaar en keyboards speelt en ook gebruikmaakt van live-stemsamples en beatboxt.
In augustus 2010 heeft Tyondai Braxton aangekondigd de band te zullen verlaten om zich op zijn solocarrière te kunnen richten.

## Bezetting
- John Stanier – drums
- Ian Williams – gitaar, keyboard
- Tyondai Braxton - gitaar, keyboard, zang
- Dave Konopka – gitaar, basgitaar

## Discografie
- Tras (Cold Sweat Records, juni 2004)
- EP C (Monitor Records, juni 2004)
- B EP (Dim Mak Records, september 2004)
- EP C/B EP (Warp Records, februari 2006)
- Mirrored (Warp Records, mei 2007)
- Gloss Drop (Warp Records, juni 2011)
- La Di Da Di (Warp Records, september 2015)